# Бёрьессон, Иоган
Иоган Бёрьессон (швед. Johan Börjesson; 22 марта 1790, приход Танум, Бохуслен — 6 мая 1866, Уппсала) — шведский драматург, писатель

, поэт, лютеранский священник. Доктор богословия (1845). Член Шведской академии (1859—1866). Член Королевской академии наук и литературы в Гётеборге (с 1823).

## Биография
Сын фермера, племянник епископа Йохана Вингарда, его двоюродным братом был архиепископ Карл Фредрик аф Вингард. С 1808 по 1815 год изучал богословские науки в Уппсальском университете. В 1816 году был рукоположен в священники Шведской Церкви, после чего занимал второстепенные духовные должности и только в 1828 году был назначен настоятелем обширного Векгольмского прихода близ Энчёпинга, в Упсальском лене. В декабре 1821 года получил звание придворного проповедника.
Сначала писал стихи, в 1820 году опубликовал цикл своих стихов «Скапельсен». Позже начал писать пьесы на исторические темы, творил под влиянием Уильяма Шекспира и Фридриха Шиллера. В 1846 году написал драму «Erik den fiortonde», получившую громкую известность. После этого произведения последовали его трагедии: «Erik den fiortondes son» (1847) и "Solen sjunker, «Gustav I sista dagar» (1856), равно как и драма «Ur Carl den tolftes ungdom» (1858). Продолжением «Эрика XIV», самого удачного из его произведений, переведенного на немецкий язык Винтерфельдтом (Берлин, 1855), и поставленного Королевским театром, служит трагедия «Brördaskulden» (1861). Находясь в Уппсале, был принят в романтическое общество «Аврора», где начал свою поэтическую деятельность, хотя никогда не разделял идеалов этого движения. Награждён большой медалью Шведской академии в 1856 году.
Перед самой своей смертью окончил историческую драму «En statshoälfning in Rom». Кроме этих драматических произведений, отличающихся более поэтическими красотами, чем драматической силой, И. Бёрьессон издал два собрания лирических сочинений: «Karlek och Poesi» (1849) и «Blommor och Tårar på en dotters graf» (1854). Вследствие нездоровья переселился в Уппсалу.
Конец своей жизни провёл в Уппсале, где и умер 6 мая 1866 года.
Был женат на баронессе Фредрике Густаве Фок (Fredrika Gustava Fock), являющейся дочерью генерального почтмейстера барона Берндта Фока, происходящего из древнего семейства Фок. Отец художницы Агнес Бёрйесон, которая стала одной из четырех первых женщин, принятых в Шведскую королевскую академию искусств.